# Jaroslav Čihák
Jaroslav Čihák, ps. Znamenáček (ur. 24 lipca 1891 w Kratonohy, zam. 30 kwietnia 1944 w Londynie) – czechosłowacki wojskowy, generał brygady. 

## Życiorys
W latach 1903–1911 uczył się w Wyższym Gimnazjum Realnym w Nowym Bydzovie, gdzie zdał maturę. Następnie rozpoczął studia na Wyższej Akademii Górniczej w Przybramie, z których jednak zrezygnował po dwóch semestrach.
W dniu 7 września 1912 roku został powołany do wojska i 1 października 1912 roku rozpoczął służbę w 88 pułku piechoty w Pradze, gdzie po podstawowym przeszkoleniu skierowany został do szkoły oficerów rezerwy w Czeskich Budziejowicach. Po ukończeniu szkoły wrócił do swojego pułku, gdzie został dowódcą plutonu, w dniu 1 października 1913 roku został przeniesiony do rezerwy w stopniu kadeta aspiranta.
Po przejściu do rezerwy ukończył roczny kurs w Akademii Handlowej w Chrudimie. Następnie pracował jako urzędnik bankowy.
Po wybuchu I wojny światowej został powołany 26 lipca 1914 do 88 pułku piechoty, z którym udał się na front wschodni. W dniu 23 września 1914 roku został pod Jarosławiem ranny i następne trzy miesiące spędził w szpitalu. Po wyleczeniu w Pradze ukończył kurs polowy i w dniu 16 lutego 1915 roku znalazł się ponownie na froncie, gdzie dowodził plutonem. Ponownie został ranny w dniu 6 kwietnia 1915 roku w dolinie rzeki Laborec. Po wyleczeniu objął w dniu 2 czerwca 1915 skierowany został do batalionu zapasowego w Szolnoku, gdzie był najpierw dowódca plutonu, a następnie kompanii. W tym czasie ukończył kolejny kurs polowy w Budapeszcie (15 lipiec – 15 sierpień 1915) oraz z powodu choroby płuc przebywał w szpitalu (21 września 1915 do 28 lutego 1916). Po wyleczeniu wrócił do służby w batalionie zapasowym, a w dniu 16 czerwca 1916 roku ponownie udał się na front jako dowódca  kompanii marszowej. W dniu 5 września 1916 roku pod Hnilczem dostał się do niewoli rosyjskiej.
Został umieszczony w obozie jenieckim w Czelabińsku, gdzie w dniu 1 listopada 1916 roku zgłosił akces do Legionu Czechosłowackiego. Pomimo zgłoszenia w dniu 15 lutego 1917 roku z uwagi na sytuację w Rosji został przeniesiony do obozu jenieckiego w Samarze, skąd dopiero udał się do czechosłowackiego 6 pułku strzelców w Boryspolu, gdzie zgłosił się 12 sierpnia 1917 roku, skąd został skierowany do szkoły oficerskiej. Po jej ukończeniu został 30 września 1917 roku dowódcą 2 kompanii uderzeniowej, w 1 czechosłowackim batalionie uderzeniowym. W tym batalionie pełnił służbę do czasu powrotu do Czechosłowacji. Był tam kolejno dowódcą kompanii, improwizowanego batalionu i zastępca dowódcy batalionu. Wziął udział w walkach odwrotowych z Ukrainy, a następnie w kolejnych walkach w czasie odwrotu do Władywostoku.
Po powrocie do Czechosłowacji pozostał w wojsku, gdzie był kolejno dowódcą: 6 batalionu granicznego (lipiec – 10.12.1920), 9 batalionu piechoty górskiej (10 grudnia 1920 – 4 lipca 1923), 6 batalionu górskiego (5 lipca 1923 – 10 października 1925) i 5 batalionu górskiego (10 października 1925 – 30 grudnia 1926). W 1924 roku odbył kurs strzelców alpejskich we Francji w Grenoble.
W październiku 1926 roku został skierowany do Wyższej Szkoły Wojskowej w Pradze, gdzie najpierw był pomocnikiem wykładowcy a następnie samodzielnym wykładowcą taktyki piechoty. Pracował tam do 30 września 1928 roku. Wtedy został skierowany do kurs wyższych dowódców. Po jego ukończeniu 28 lutego 1928 roku został mianowany na stanowisko zastępcy dowódcy 28 pułku piechoty w Pradze, jednocześnie był wykładowcą taktyki piechoty w Wyższej Szkole Wojskowej w Pradze. W dniu 30 września 1931 roku został mianowany dowódcą 45 pułku piechoty w Chuście, którym dowodził do 28 października 1935 roku. W tym czasie w okresie od 1 lutego do 10 lipca 1934 roku był oddelegowany do komisji Ministerstwa Obrony Narodowej, która opracowała regulamin służby piechoty PI-1. 
W dniu 15 października 1935 został mianowany zastępcą komendanta, a 31 grudnia 1936 komendantem ośrodka szkolenia wojsk w Milovicach. Był komendantem tego ośrodka do rozwiązania wojsk czechosłowackich. Jesienią 1938 roku w czasie mobilizacji armii był przez krótki okres dowódcą 21 Dywizji Piechoty.
Po rozwiązaniu armii czechosłowackiej rozpoczął prace jako urzędnik w Wyższym Urzędzie Cen. W tym czasie przystąpił do konspiracyjnej organizacji wojskowej Obrona Narodu oraz w cywilnej organizacji konspiracyjnej Komitecie Petycyjnym „Pozostaniemy wierni”, gdzie był w pierwszym kierownictwie tej organizacji. Na przełomie 1939/1940 roku gestapo rozbiło to kierownictwo, lecz on sam uniknął aresztowania. Ukrywał się u znajomych w Modřanach, skąd na początku 1940 roku wyjechał do Francji.
Wstąpił tam do oddziałów czechosłowackich, używał tam nazwiska Znamenáček. W marcu 1940 roku został zastępcą dowódcy 1 Czechosłowackiej Dywizji Piechoty. Po ataku na Francję, z powodu choroby dowódcy dywizji, pełnił obowiązki jej dowódcy. Następnie na czele 1 i 2 pułku piechoty wziął udział w walce, a następnie kierował ewakuacją dywizji do  Wielkiej Brytanii.
Po przybyciu do Wielkiej Brytanii i reorganizacji oddziałów czechosłowackich, w dniu 23 lipca 1940 roku mianowany został szefem sztabu Ministerstwa Obrony Narodowej czechosłowackiej rządu na emigracji. Funkcję pełnił do 13 stycznia 1941 roku. Następnie był szefem Komisji Dyscyplinarnej MON. Także wszedł w skład Rady Państwa przy prezydencie Czechosłowacji na emigracji i przedstawicielem Czechosłowackiego Czerwonego Krzyża w Wielkiej Brytanii. W późniejszym okresie ciężko chorował i ostatecznie zmarł.

## Awanse

### Armia Austro-Węgier
- kadet (Kadett-Offiziersstellvertreter) (01.10.1913)
- chorąży (Fähnrich) (26.07.1914)
- podporucznik (Leutnant) (16.04.1915)

### Legion Czechosłowacki
- podporucznik (podporučík legii) (07.02.1918)
- porucznik (poručík legií) (01.04.1918)
- kapitan (kapitán legií) (01.11.1918)
- major (major legií) (01.05.1920)

### Armia Czechosłowacji
- major (major) (18.09.1920)
- podpułkownik (podplukovník) (30.12.1922)
- pułkownik (plukovník) (30.12.1929)
- generał brygady (brigádní generál) (22.01.1938)
- generał dywizji (divisní generál in memoriam) (26.10.1946 – pośmiertnie)

## Odznaczenia
- Order Sokoła z mieczami (1919)
- Krzyż Wojenny Czechosłowacki (1914–1918) (1920)
- Czechosłowacki Medal Rewolucyjny (1921)
- Medal Zwycięstwa (1922)
- Krzyż Wojenny Czechosłowacki 1939 (dwukrotnie – 1940, 1945 pośmiertnie)
- Czechosłowacki Wojskowy Medal Pamiątkowy z okuciami F-VB (1944 - pośmiertnie)
- Medal Wojskowy „Za Zasługi” I stopnia (1944 - pośmiertnie)
- Order Świętej Anny IV stopnia (Rosja) (1918)
- Komandor Orderu Gwiazdy Rumunii za „Męstwo Wojskowe” (Rumunia) (1935)
- Krzyż Zasługi Wojennej (Włochy) (1920)
- Komandor Legii Honorowej (Francja) (1941)
- Krzyż Wojenny (Francja) (1940)
- Komandor Orderu Imperium Brytyjskiego (Wielka Brytania) (1941)
- Gwiazda za Wojnę 1939–1945 (Wielka Brytania) (1945 – pośmiertnie)
- Krzyż Komandorski Orderu Odrodzenia Polski (Polska) (1943)
- Krzyż Walecznych (Polska) (1941)